# Eleição municipal de Itapecerica da Serra em 2012
A eleição municipal de Itapecerica da Serra em 2012 aconteceu em 7 de outubro de 2012 para eleger um prefeito, um vice-prefeito e 12 vereadores no município de Itapecerica da Serra, no Estado de São Paulo, no Brasil. O prefeito eleito foi Chuvisco, do PMDB, com 39% dos votos válidos, sendo vitorioso logo no primeiro turno em disputa com quatro adversários, Erlon Chaves (PDT), Zé Maria do PT (PT), Edgard Cruz (PSD) e Claudinei (PSOL). A vice-prefeita eleita, na chapa de Chuvisco, foi Regina Pires Corsini (PSDB).
O pleito em Itapecerica da Serra foi parte das eleições municipais nas unidades federativas do Brasil. Itapecerica da Serra foi um dos 1.022 municípios vencidos pelo PMDB; no Brasil, há 5.570 cidades. A disputa para as 12 vagas na Câmara Municipal de Itapecerica da Serra envolveu a participação de 185 candidatos. O candidato mais bem votado foi o Dr. Ramon Corsini, que obteve 3.395 votos (3,17% dos votos válidos).

## Antecedentes
Na eleição municipal de 2008, Jorge Costa (PMDB), derrotou o candidato do PSDB Lacir Ferreira Baldusco em uma disputa com folga, ficando com 37.134 votos (49,66% dos votos válidos), enquanto Baldusco ficou em segundo com 23.801 (31,83%). Em terceiro lugar, Erlon Chaves (PDT) ficou com 13.397 votos (17,92%), e voltaria a se candidatar novamente nas eleições de 2012.

## Eleitorado
Na eleição de 2012, estiveram aptos a votar 107.141 itapecericanos, o que correspondia a 100% da população da cidade.

## Candidatos
Foram cinco candidatos à prefeitura em 2012: Chuvisco (PMDB), Erlon Chaves (PDT), Zé Maria do PT (PT), Edgard Cruz (PSD) e Claudinei (PSOL).
| N.º | Candidato(a)   | Vice                 | Partido | Coligação                                                             |
| --- | -------------- | -------------------- | ------- | --------------------------------------------------------------------- |
| 12  | Erlon Chaves   | Dr. Francisco Nakano | PDT     | "Itapecerica de Coração" (PDT/PSL/DEM/PSB/PT do B)                    |
| 13  | Zé Maria do PT | Simone da Luz        | PT      | "Frente Popular Itapecerica Para Todos" (PT/PTB/PR/PHS/PTC/PC do B)   |
| 15  | Chuvisco       | Regina Corsini       | PMDB    | "Ação e Compromisso" PRB/PP/PMDB/PTN/PSC/PSDC/PMN/PV/PRP/PSDB/PPL/PSD |
| 23  | Edgard Cruz    | Alex Napoelao        | PPS     | partido isolado                                                       |
| 50  | Claudinei      | Silvana Moraes       | PSOL    | partido isolado                                                       |

## Campanha
A campanha de Chuvisco foi marcada por promessas, com o candidato afirmando que daria continuidade aos fatores positivos da cidade e ouviria as necessidades da população para resolver problemas de acordo. Entre suas propostas, estavam a de humanizar a saúde pública, melhorar a segurança e reforçar investimentos a favor da construção de novas creches e escolas. O desenrolar de sua campanha foi baseado em uma estratégia limpa, evitando rivalidade com os demais concorrentes.
Chuvisco sofreu algumas críticas por manter sua campanha em algo sem um rumo específico, limitando-se a "uma reciclagem das promessas não cumpridas por Jorge Costa"

## Resultados

### Prefeito
No dia 7 de outubro, Chuvisco foi eleito com 39,30% dos votos válidos.
| Candidato(a)           | Vice                        | 1º Turno 7 de outubro de 2012 | 1º Turno 7 de outubro de 2012 |
| Candidato(a)           | Vice                        | Votação                       | Votação                       |
|                        |                             | Total                         | Porcentagem                   |
| ---------------------- | --------------------------- | ----------------------------- | ----------------------------- |
| Chuvisco (PMDB)        | Regina Pires Corsini (PSDB) | 30.234                        | 39,30%                        |
| Erlon Chaves (PDT)     | Dr. Francisco Nakano (DEM)  | 28.252                        | 36,72%                        |
| Zé Maria do PT (PT)    | Simone da Luz (PCdoB)       | 16.291                        | 21,18%                        |
| Edgard Cruz (PSD)      | Alex Napoleao (PSTU)        | 1.553                         | 2,02%                         |
| Claudinei (PSOL)       | Silvana Moraes (PSOL)       | 604                           | 0,79%                         |
| Total de votos válidos | Total de votos válidos      | 76.934                        | 85.78%                        |
| Votos em branco        | Votos em branco             | 6.127                         | 6.83%                         |
| Votos nulos            | Votos nulos                 | 6.623                         | 7.38%                         |
| Total                  | Total                       | 203.976                       | 100%                          |
| Abstenções             | Abstenções                  | 17.457                        | 16.29%                        |
| Votos apurados         | Votos apurados              | 89.684                        | 100%                          |
| Total de eleitores     | Total de eleitores          | 107.141                       | 100%                          |

### Vereador
Dos doze (12) vereadores eleitos, apenas dois (2) eram em 2012 da base de Chuvisco. Nenhum vereador foi reeleito, sendo a primeira nomeação de todos os doze; não havia nenhuma mulher dentre os vereadores eleitos em 2012. O vereador mais votado foi Dr. Ramon Corsini (PSDB), que teve 3.395 votos. O PSDB é o partido com o maior número de vereadores eleitos (3), seguido por PSD e PMDB com dois cada.
| Resultado da eleição para a Câmara Municipal de Itapecerica da Serra em 2012 por candidato | Resultado da eleição para a Câmara Municipal de Itapecerica da Serra em 2012 por candidato | Resultado da eleição para a Câmara Municipal de Itapecerica da Serra em 2012 por candidato | Resultado da eleição para a Câmara Municipal de Itapecerica da Serra em 2012 por candidato | Resultado da eleição para a Câmara Municipal de Itapecerica da Serra em 2012 por candidato | Resultado da eleição para a Câmara Municipal de Itapecerica da Serra em 2012 por candidato |
| Candidato                                                                                  | Número                                                                                     | Partido                                                                                    | Votos                                                                                      | Porcentagem                                                                                |                                                                                            |
| ------------------------------------------------------------------------------------------ | ------------------------------------------------------------------------------------------ | ------------------------------------------------------------------------------------------ | ------------------------------------------------------------------------------------------ | ------------------------------------------------------------------------------------------ | ------------------------------------------------------------------------------------------ |
| Dr. Ramon Corsini                                                                          | 45633                                                                                      | PSDB                                                                                       | 3.249                                                                                      | 4,35%                                                                                      |                                                                                            |
| Alex Pires                                                                                 | 45235                                                                                      | PSDB                                                                                       | 2.059                                                                                      | 2,64%                                                                                      |                                                                                            |
| Cicero Costa                                                                               | 45650                                                                                      | PSDB                                                                                       | 1.674                                                                                      | 2,15%                                                                                      |                                                                                            |
| Zé Hélio                                                                                   | 55123                                                                                      | PSD                                                                                        | 1.659                                                                                      | 2,13%                                                                                      |                                                                                            |
| Toninho Trolesi                                                                            | 14654                                                                                      | PTB                                                                                        | 1.612                                                                                      | 2,07%                                                                                      |                                                                                            |
| Professor Jonas Feijó                                                                      | 55007                                                                                      | PSD                                                                                        | 1.519                                                                                      | 1,95%                                                                                      |                                                                                            |
| Hercules da Farmacia                                                                       | 15315                                                                                      | PMDB                                                                                       | 1.513                                                                                      | 1,94%                                                                                      |                                                                                            |
| Cleber Bernardes                                                                           | 15000                                                                                      | PMDB                                                                                       | 1.499                                                                                      | 1,92%                                                                                      |                                                                                            |
| Dr. José Martins                                                                           | 15123                                                                                      | PMDB                                                                                       | 1.476                                                                                      | 1,89%                                                                                      |                                                                                            |
| Dunga                                                                                      | 15633                                                                                      | PMDB                                                                                       | 1.412                                                                                      | 1,81%                                                                                      |                                                                                            |
| Tonho Paraíba                                                                              | 55211                                                                                      | PSD                                                                                        | 1.399                                                                                      | 1,79%                                                                                      |                                                                                            |
| Gerson Lazarin                                                                             | 40580                                                                                      | PSB                                                                                        | 1.394                                                                                      | 1,79%                                                                                      |                                                                                            |
| Pastor Newton                                                                              | 10123                                                                                      | PRB                                                                                        | 1.271                                                                                      | 1,63%                                                                                      |                                                                                            |
| Professor Ernandes                                                                         | 13456                                                                                      | PT                                                                                         | 1.264                                                                                      | 1,62%                                                                                      |                                                                                            |
| Edicarlos Sangbom                                                                          | 12110                                                                                      | PDT                                                                                        | 1.220                                                                                      | 1,56%                                                                                      |                                                                                            |
| Markinho da Padaria                                                                        | 40151                                                                                      | PSB                                                                                        | 1.206                                                                                      | 1,55%                                                                                      |                                                                                            |
| João Miranda                                                                               | 55678                                                                                      | PSD                                                                                        | 1.197                                                                                      | 1,53%                                                                                      |                                                                                            |
| Paulinho PM                                                                                | 15619                                                                                      | PMDB                                                                                       | 1.173                                                                                      | 1,50%                                                                                      |                                                                                            |
| Pastor Marcio                                                                              | 20012                                                                                      | PSC                                                                                        | 1.169                                                                                      | 1,50%                                                                                      |                                                                                            |
| Cicero Melo                                                                                | 13000                                                                                      | PT                                                                                         | 1.128                                                                                      | 1,45%                                                                                      |                                                                                            |
| Professor Clovis Pinto                                                                     | 45655                                                                                      | PSDB                                                                                       | 1.073                                                                                      | 1,38%                                                                                      |                                                                                            |
| Fabinho Gêmeos                                                                             | 43333                                                                                      | PV                                                                                         | 1.050                                                                                      | 1,35%                                                                                      |                                                                                            |
| Lombardi                                                                                   | 15690                                                                                      | PMDB                                                                                       | 1.026                                                                                      | 1,32%                                                                                      |                                                                                            |
| Canibal                                                                                    | 13800                                                                                      | PT                                                                                         | 1.019                                                                                      | 1,31%                                                                                      |                                                                                            |
| Tio João                                                                                   | 45400                                                                                      | PSDB                                                                                       | 1.019                                                                                      | 1,31%                                                                                      |                                                                                            |
| Daniel Guerra                                                                              | 14111                                                                                      | PTB                                                                                        | 1.002                                                                                      | 1,28%                                                                                      |                                                                                            |
| Ronildo                                                                                    | 15031                                                                                      | PMDB                                                                                       | 956                                                                                        | 1,23%                                                                                      |                                                                                            |
| Renato da Padaria                                                                          | 40123                                                                                      | PSB                                                                                        | 953                                                                                        | 1,22%                                                                                      |                                                                                            |
| Zecas                                                                                      | 40999                                                                                      | PSB                                                                                        | 931                                                                                        | 1,19%                                                                                      |                                                                                            |
| Carlinho do PT                                                                             | 13013                                                                                      | PT                                                                                         | 914                                                                                        | 1,17%                                                                                      |                                                                                            |
| Paulinho Flamingo                                                                          | 13123                                                                                      | PT                                                                                         | 816                                                                                        | 1,05%                                                                                      |                                                                                            |
| Guilherme Ki-Suco                                                                          | 43789                                                                                      | PV                                                                                         | 791                                                                                        | 1,01%                                                                                      |                                                                                            |
| Maria Neide                                                                                | 45600                                                                                      | PSDB                                                                                       | 2                                                                                          | 0,00%                                                                                      |                                                                                            |
| Pastor Lourival                                                                            | 50130                                                                                      | PSOL                                                                                       | 2                                                                                          | 0,00%                                                                                      |                                                                                            |
| Gasolina                                                                                   | 50963                                                                                      | PSOL                                                                                       | 1                                                                                          | 0,00%                                                                                      |                                                                                            |
| Lais                                                                                       | 50777                                                                                      | PSOL                                                                                       | 0                                                                                          | 0,00%                                                                                      |                                                                                            |
| Miro                                                                                       | 15115                                                                                      | PMDB                                                                                       | 0                                                                                          | 0,00%                                                                                      |                                                                                            |
| Ivone do PTC                                                                               | 36333                                                                                      | PTC                                                                                        | 0                                                                                          | 0,00%                                                                                      |                                                                                            |
| Doutora Aline                                                                              | 11125                                                                                      | PP                                                                                         | 0                                                                                          | 0,00%                                                                                      |                                                                                            |
| Zé de Moraes                                                                               | 45645                                                                                      | PSDB                                                                                       | 0                                                                                          | 0,00%                                                                                      |                                                                                            |

| Votos válidos   | Votos válidos   | 78.009 | 86,98% |
| Votos nulos     | Votos nulos     | 5.685  | 6,34%  |
| Votos em branco | Votos em branco | 5.990  | 6,68%  |
| Total           | Total           | 89.684 | 85,78% |
| --------------- | --------------- | ------ | ------ |

## Análises
A vitória de Chuvisco em Itapecerica da Serra foi acirrada, com uma diferença de apenas 3% de votos do segundo candidato, Erlon Chaves, que logo entrou com um pedido de cassação no Tribunal Regional, acusando-o de Caixa 02. Em Abril de 2014, o TRE cassou o mandato de Chuvisco, com base em fitas comprometedoras que revelariam seu envolvimento com compra de votos. Após a saída de Chuvisco, Erlon Chaves foi diplomado prefeito de Itapecerica em 28 de Abril. Chuvisco emitiu uma Medida Cautelar a fim de recuperar seu mandato de volta, clamando sua inocência e criticando a posse de Chaves.
Foi apenas em Novembro de 2015 que Chuvisco de fato retornou à prefeitura de Itapecerica, após o Tribunal Superior Eleitoral reformar a decisão do TRE.